# Кацман, Владимир Яковлевич
Владимир Яковлевич Кацман (13 июня 1929, Харьков — 11 июня 2020, Одесса) — заслуженный тренер СССР. Один из лучших наряду с Рэмом Корчемным тренер в истории лёгкой атлетики Одессы.

## Биография
Окончил Одесский государственный педагогический институт им. К. Д. Ушинского в 1954 году.
- 1952—1966 — тренер-преподаватель в Одесской детской спортивной школе № 5,
- 1966—1989 — тренер в Одесском областном обществе «Динамо»;
- 1989−1990 — инструктор-методист в Одесской школе высшего спортивного мастерства.
- c 2000 — инструктор-методист Одесской облСДЮШОР

Являлся членом Одесского городского совета ветеранов спорта.

## Знаменитые воспитанники тренера
Подготовил 40 мастеров спорта и мастеров спорта международного класса, в их числе:
- Олимпийский чемпион по десятиборью Николай Авилов.
- Олимпийский чемпион в велотандеме Владимир Семенец.

## Награды
- Орден «Знак Почёта».
- медаль «Ветеран труда».
- Почётная грамота Президиума Верховного совета УССР.
- Премия «Скрипач на крыше» в номинации «Общинная жизнь» (2018).